# Vincenzo Caianiello
Vincenzo Caianiello (ur. 2 października 1932 w Aversie, zm. 26 kwietnia 2002 w Rzymie) – włoski prawnik i nauczyciel akademicki, w 1995 prezes Sądu Konstytucyjnego, w 1996 minister sprawiedliwości.

## Życiorys
Z wykształcenia prawnik, studia ukończył w 1954. Związany następnie z włoskim sądownictwem, głównie administracyjnym. Był sędzią w trybunale obrachunkowym i wysokim urzędnikiem w Radzie Stanu. Pełnił funkcję prezesa trybunałów administracyjnych dla regionów Umbria, Toskania i Lacjum. Zajmował się również działalnością dydaktyczną jako profesor Uniwersytetu LUISS w Rzymie i rektor Università per stranieri di Perugia.
W 1986 powołany w skład Sądu Konstytucyjnego na dziewięcioletnią kadencję. Pod jej koniec w 1995 pełnił funkcję prezesa tej instytucji. Od lutego do maja 1996 sprawował urząd ministra sprawiedliwości w rządzie Lamberta Diniego.
Odznaczony Orderem Zasługi Republiki Włoskiej klasy II (1973) i I (1982).